# Зимне
Зи́мне — село в Україні, центр Зимнівської сільської територіальної громади Володимирського району Волинської області.

## Географія
Селом протікає річка Луга.

## Археологічні відомості
Територія села багата на археологічні пам'ятки. Зокрема, в урочищі Зимненське городище досліджено два поселення доби міді (III тисячоліття до н. е.), де було виявлено численні залишки житлових споруд, знаряддя праці і предмети побуту. На цьому ж місці існувало поселення в добу заліза (IV—III століття до н. е.), а в VI—VIT століттях н. е.— ранньослов'янське городище з земляними і дерев'яними укріпленнями, яке пізніше було зруйноване кочовими племенами аварів.

## Назва
Народною назвою села є Зімно, а жителів — землинці. Староукраїнськими назвами є форми: Зѣмьно (Земно), землиньци.
Народні та давні форми свідчать про походження від кореня *zem- (земля): *Zemьno, *zemjinьci.
Польським етимологічним відповідником є назва, яка використовувалася до 1939 року — Ziemno.
Після входження до складу СРСР назва була хибно протрактована як похідна від слова «зима». Внаслідок цього серед радянських та українських з'явилися псевдоісторичні версії про розташування в селі зимової резиденції волинських князів, які явно суперечать як лінгвістичним даним, так і історіографії.

## Історія
Вперше Зимне згадується у 1450 році, колі князь Свидригайло надав село та довколишні села Немирі.
Великий князь Казимир Ягелончик своїм привілеєм підтвердив надання князя Свидригайла боярину Немирі, також села Бубнів, Марків Став, Будятичі, Тишковичі.
Селом проходила Львівська дорога — середньовічний тракт, що вів з міста Володимира до Львова.
У 1724 році князь Казимир Чорторийський (син кн. Михайла Юрія Чорторийського) продав «Зимненські маєтки» разом з Кропивщиною у селі польському шляхтичу — волинському каштеляну та володимирському старості Міхалові Геронімові Чацькому. Нащадки М. Г. Чацького володіли маєтком у Зимному принаймні до кінця ХІХ ст. Усі намагання Чорторийського створити великий релігійний комплекс йдуть нанівець, адже Чацький всіляко просуває католицизм. Для зимненського монастиря розпочинається період занепаду. 
У 1906 році село Микулицької волості Володимир-Волинського повіту Волинської губернії. Відстань від повітового міста 5 верст, від волості 15. Дворів 87, мешканців 669.
Під час Другої світової війни село стало місцем польсько-українського протистояння. Зокрема, зберігся список із 13 українців, вбитих польською поліцією з весни 1943 р. до лютого 1944 р. (всі вони поховані на місцевому кладовищі).
У серпні 2015 року село стало центром новоствореної Зимнівської сільської громади. До 14 серпня 2015 року — адміністративний центр Зимнівської сільської ради Володимир-Волинського району Волинської області.
12 червня 2020 року, відповідно до розпорядження Кабінету Міністрів України № 708-р «Про визначення адміністративних центрів та затвердження територій територіальних громад Волинської області», увійшло до складу Зимнівської сільської територіальної громади.

## Населення
Згідно з переписом УРСР 1989 року чисельність наявного населення села становила 868 осіб, з яких 406 чоловіків та 462 жінки.
За переписом населення України 2001 року в селі мешкали 942 особи.

### Мова
Розподіл населення за рідною мовою за даними перепису 2001 року:
| Мова       | Відсоток |
| ---------- | -------- |
| українська | 98,94 %  |
| російська  | 0,95 %   |
| білоруська | 0,11 %   |

## Пам'ятки

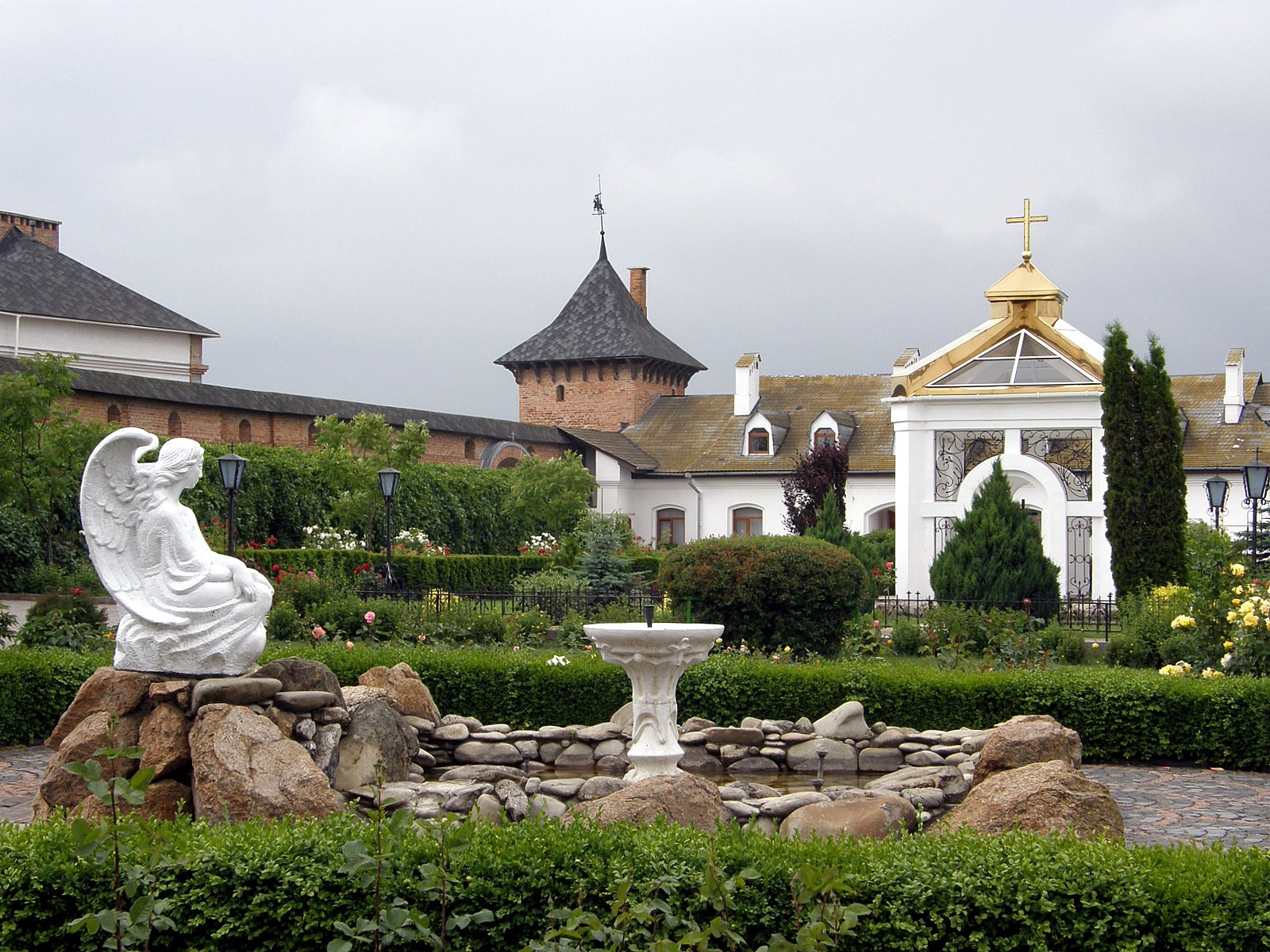
Зимненський монастир

- Зимненське городище — один з найбільш ранніх укріплених пунктів на землях слов'ян у період раннього середньовіччя (VI—IX століття).
- Зимненський Свято-Успенський Святогорський ставропігійний жіночий монастир — один з найдавніших в Україні, побудований при князі Володимирі Великому.

## Відомі люди
- Андрощук Володимир Іванович (нар. у Горичеві) — кінорежисер-документаліст, режисер-постановник 10-серійного історичного фільму «Час збирати каміння».
- Вавринюк Юрій Іванович (1963, Зимне) — український поет, публіцист, редактор журналу «Благовісник».
- Хомік Юрій Миколайович (1963—2019) — солдат Збройних сил України, учасник російсько-української війни.